# Arthur Staal

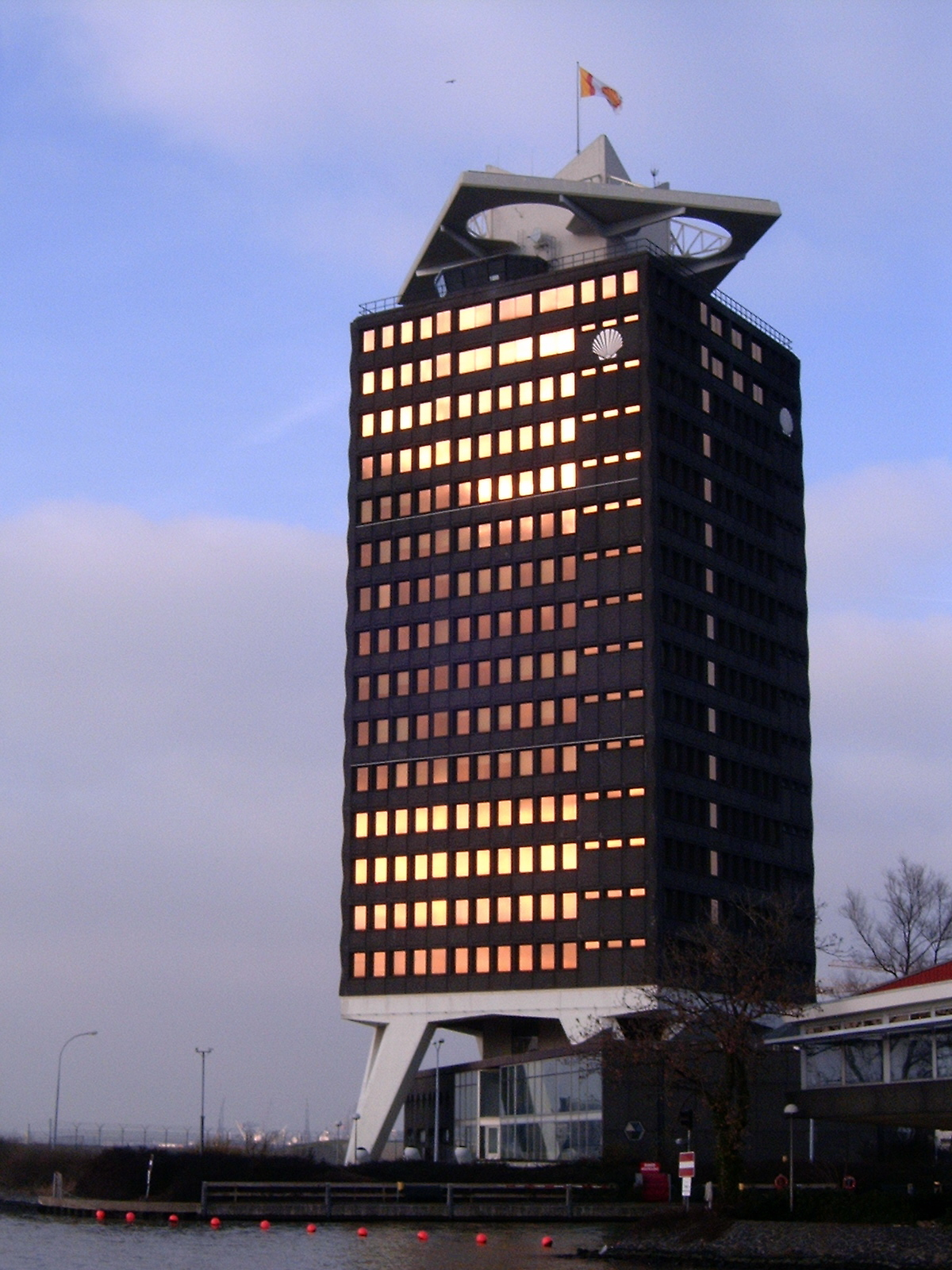
Toren Overhoeks aan de noordoever van het IJ, tegenover Amsterdam CS, toen het gebouw nog eigendom van Shell was.

Arthur Staal (Amsterdam, 3 juli 1907 - Amsterdam, 5 december 1993) was een Nederlands architect.
Zijn vader was Jan Frederik Staal (1879-1940), architect van de Beurs te Rotterdam.
Arthur Staal werd in 1907 geboren te Amsterdam. Eerst bezocht hij de Gooische HBS te Bussum. Daarna ging hij studeren aan de School voor Bouwkunde, Versierende Kunsten en Kunstambachten te Haarlem, de mts voor Bouwkunde te Utrecht en het Voortgezet Hooger Bouwkunst Onderricht te Amsterdam. Hij begon zijn carrière als architect in 1930.
Staal behaalde in 1935 de gouden medaille van de Prix de Rome voor bouwkunst. Hij werkte aanvankelijk samen met zijn vader en ontwierp veel kantoorgebouwen, waaronder de kantoortoren uit 1971 voor Koninklijke Shell in Amsterdam-Noord aan het IJ, kantoorgebouw Metropool te Amsterdam (1964), scholen en grote naoorlogse wederopbouwprojecten in onder meer Utrecht, Amstelveen en Amsterdam. Ook ontwierp hij het cultureel centrum De Brakke Grond in Amsterdam (1981). Zijn stijl was gematigd functionalistisch, soms wat gemaniëreerd.
Aanvankelijk was vooral Le Corbusier het grote voorbeeld voor Staal. Staal was een van de voormannen van het nieuwe bouwen. Hij wilde deze stijl introduceren in het genootschap Architectura et Amicitia, waarvan hij in 1931 voorzitter werd. Toen dit niet lukte, heeft Staal zich met de architecten Albert Boeken, Piet Zanstra, Jan Giessen en Karel Sijmons verenigd in Groep '32. Na twee jaar sloot Groep '32 zich aan bij de architectenverenigingen De 8 te Amsterdam en Opbouw te Rotterdam.
Later scheidde Groep '32 zich hiervan weer af, omdat Staal en zijn medestanders van mening waren dat de uiteindelijke vorm van een gebouw mede werd bepaald door esthetische - en dus niet uitsluitend door functionele en bouwtechnische - overwegingen, waarbij ook de klassieke oudheid een inspiratiebron kon vormen. Dit was tegenstrijdig met de door De 8 en Opbouw gehuldigde strikt functionalistische architectuuropvatting.
Staal is in 1993 te Amsterdam overleden.

## Bouwwerken
Enkele door Arthur Staal ontworpen gebouwen:
- clubhuis van de roeivereniging De Amstel, Amsterdam, 1954
- bedrijfsgeneeskundige dienst aan Tolhuisweg 1, Amsterdam, 1957
- Kantoorgebouw Metropool, aan de Weesperstraat, Amsterdam, 1964
- Woongebouw De Herschepping, aan de Jodenbreestraat, Houtkopersdwarsstraat, en het Waterlooplein, Amsterdam, 1965
- Haarlemmerplein 2, bankgebouw AMRO Bank, Amsterdam, 1969-1972
- Toren Overhoeks, Amsterdam, 1971
- het paviljoen in de Tolhuistuin, voormalig bedrijfsrestaurant van Shell, Amsterdam, 1977
- De Brakke Grond, Amsterdam, 1980.